# Eudiplister castaneus
Eudiplister castaneus är en skalbaggsart som först beskrevs av Édouard Ménétries 1832.  Eudiplister castaneus ingår i släktet Eudiplister och familjen stumpbaggar. Inga underarter finns listade i Catalogue of Life.